# Endless Love
Endless Love, uscita nel 1981, è un singolo scritto da Lionel Richie ed eseguito da Diana Ross e Lionel Richie. Il brano è il tema principale del film Amore senza fine.
Nel 2011, Billboard ha nominato il brano come il miglior duetto di tutti i tempi.

## Classifiche

### Classifiche settimanali
| Classifica (1981)                | Posizione massima |
| -------------------------------- | ----------------- |
| Australia                        | 1                 |
| Belgio (Fiandre)                 | 6                 |
| Canada                           | 1                 |
| Finlandia                        | 6                 |
| Irlanda                          | 9                 |
| Italia                           | 20                |
| Norvegia                         | 8                 |
| Nuova Zelanda                    | 3                 |
| Paesi Bassi                      | 10                |
| Regno Unito                      | 7                 |
| Stati Uniti                      | 1                 |
| Stati Uniti (adult contemporary) | 1                 |
| Stati Uniti (R&B)                | 1                 |
| Sudafrica                        | 1                 |
| Svezia                           | 5                 |
| Svizzera                         | 6                 |

### Classifiche di fine anno
| Classifica (1981) | Posizione |
| ----------------- | --------- |
| Australia         | 8         |
| Canada            | 3         |
| Stati Uniti       | 2         |
| Sudafrica         | 6         |

### Classifiche di fine decennio
| Classifica (1980-89) | Posizione |
| -------------------- | --------- |
| Stati Uniti          | 3         |

## Cover
- Luther Vandross e Mariah Carey
  - Anno: 1994
  - Proviene dall'album Songs
- Kenny Rogers
  - Anno: 1996
  - Proviene dall'album Vote For Love
- Adam Sandler
- Matthew Morrison e Lea Michele per la serie televisiva Glee
- Lionel Richie e Shania Twain
  - Anno: 2012